# 哈索瓦

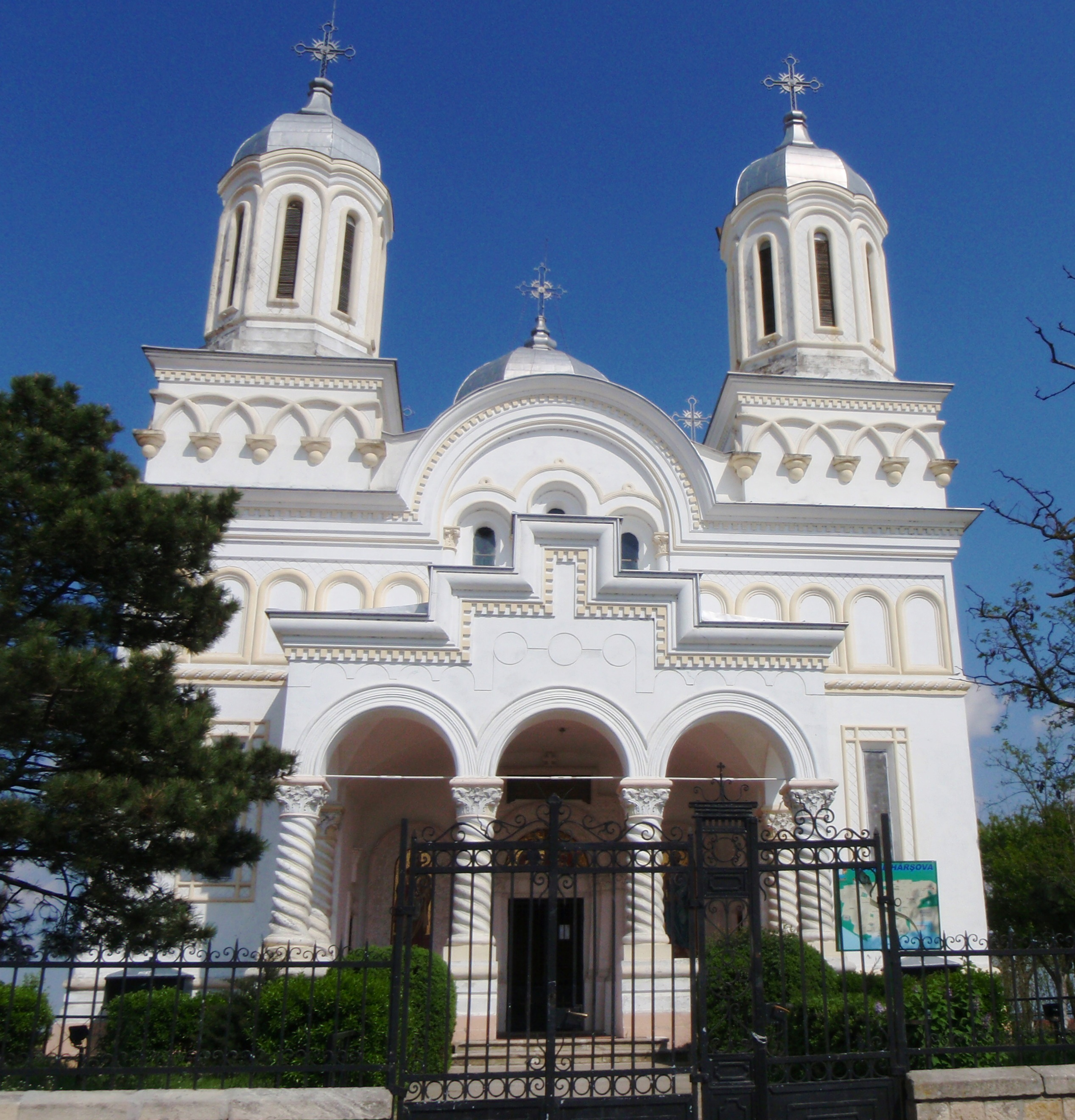

哈索瓦是羅馬尼亞的城鎮，位於該國東南部多瑙河畔，距離首府康斯坦察79公里，由康斯坦察縣負責管轄，面積109.02平方公里，海拔高度20米，2009年人口10,460，大多數居民信奉東正教。